# Hang động Jeita
Hang động Jeita (tiếng Ả Rập: مغارة جعيتا, tiếng Syria: ܡ ܥ ܪ ܬ ܐ ܕ ܓ ܥ ܝ ܬ ܐ) là quần thể hai hang động karst đá vôi riêng biệt nhưng liên kết với nhau kéo dài gần 9 km. Các hang động nằm trong thung lũng Nahr al-Kalb trong địa phương của Jeita, 18 km (11 dặm) về phía bắc của thủ đô Beirut của Liban. Mặc dù có người ở trong thời tiền sử, hang động thấp hơn là không tái khám phá bởi mục sư William Thomson cho đến năm 1836, hang động chỉ có thể được truy cập bằng thuyền vì nó từ hang động có một dòng sông ngầm cung cấp nước uống tươi hơn một triệu người Liban.
Năm 1958, các nhà hang động Liban đã phát hiện ra các buồng trên 60 mét ở trên các hang động thấp hơn đã được cung cấp một đường hầm truy cập và một loạt các lối đi để cho phép khách du lịch truy cập an toàn mà không làm ảnh hưởng đến cảnh quan thiên nhiên. Các buồng trên có thạch nhũ lớn nhất thế giới. Các buồng bao gồm một loạt các buồng hang lớn nhất trong đó các đỉnh ở độ cao 120 mét.
Bên cạnh là một biểu tượng quốc gia Liban và một điểm đến du lịch hàng đầu, trong các hang động Jeita đóng một vai trò xã hội, kinh tế và văn hóa quan trọng và là một địa danh vào chung kết trong cuộc bầu chọn 7 kỳ quan thiên nhiên mới của thế giới.